# Ulvsundaplan
Ulvsundaplan är en trafikplats i stadsdelen Ulvsunda i Västerort inom Stockholms kommun. Strax söder om Ulvsundaplan ligger tunnelbanestationen Stora mossen.
| Ulvsundaplan 1941 och 2012, vy över Drottningholmsvägen västerut |  | Ulvsundaplan 1941 och 2012, vy över Drottningholmsvägen västerut |
| Ulvsundaplan 1941 och 2012, vy över Drottningholmsvägen västerut |  |                                                                  |

Vid Ulvsundaplan möts Drottningholmsvägen, Ulvsundavägen, Tranebergsvägen och Stora mossens backe. Här möts även tre stadsdelar; Ulvsunda, Alvik och Stora mossen. Området fick sin nuvarande utformning på 1930-talet då man breddade Drottningholmsvägen för tätare biltrafik ut till de nyexploaterade småhusområdena. 1948 fick korsningen sitt nuvarande namn.
Platsen måste ta emot trafiken till och från Bromma, Ekerö och Vällingby samt Bromma flygplats vilket leder till att Ulvsundaplan är en hårt trafikerad trafikplats, som räknas tillsammans med den intilliggande Alviksplan till en av Stockholms mest trafikerade korsningar. Eftersom Ulvsundaplan är utformad som en plankorsning regleras vägtrafiken med trafiksignaler vilket ofta leder till långa köer under rusningstrafik.